# حزب الخضر (إيران)
حزب الخضر (بالفارسية: حزب سبز ایران) هو حزب سياسي محافظ  في إيران. يصفه مؤسسه، حسين كناني مقدم، بأنه حزب وسطي «بين الأصوليين والإصلاحيين».  اعتبارًا من عام 2017، شغل عضوان من الحزب أبو الفضل حسنبيجي (دمغان) ويوسف داوود (سراب) مقعدًا في البرلمان الإيراني.

## روابط خارجية
- حزب الخضر الإيراني